# ألعاب مضحكة (فلم)
ألعاب مضحكة (بالإنجليزية: Funny Games)، هو فيلم رعب وإثارة تم إنتاجه في النمسا، وصدر سنة 1997، بطولة ارنو فريش وسوزان لوثار وأولريش موه.

## القصة
مراهقان ساديان يأخذان عائلة كرهائن، ويقومان بتعذيبها بشكل سادي.

## روابط خارجية
- مقالات تستعمل روابط فنية بلا صلة مع ويكي بيانات